# Поверхностные волны Дьяконова
Поверхностные волны Дьяконова (DSW — Dyakonov surface wave)  — это поверхностные электромагнитные волны, которые распространяются по границе раздела между изотропной и одноосной двулучепреломляющей средой. Теоретически они были предсказаны в 1988 году российским физиком Михаилом Дьяконовым. В отличие от других типов акустических и электромагнитных поверхностных волн, существование DSW связано с различием в симметрии материалов, образующих поверхность раздела. Он рассмотрел границу раздела между изотропной передающей средой и анизотропным одноосным кристаллом и показал, что при определенных условиях должны существовать волны, локализованные на границе раздела. Позже было предсказано, что аналогичные волны существуют на границе двух одинаковых одноосных кристаллов с разной ориентацией .  Ранее известные электромагнитные поверхностные волны, поверхностные плазмоны и поверхностные плазмон-поляритоны существуют при условии, что диэлектрическая проницаемость одного из материалов, образующих границу раздела, отрицательна, а другого - положительна (например, это имеет место для воздуха / металлический интерфейс ниже плазменной частоты ). Напротив, DSW может распространяться, когда оба материала прозрачны; следовательно, они практически не имеют потерь, что является самым примечательным их свойством.
В последние годы значение и потенциал DSW привлекли внимание многих исследователей: изменение основных свойств одного или обоих из двух материалов-партнеров - например, из-за инфильтрации каким-либо химическим или биологическим агентом - может быть ощутимым. изменить характеристики волны. Следовательно, предусмотрены многочисленные потенциальные применения, включая устройства для интегрированной оптики, химического и биологического зондирования поверхности и т. д. Однако нелегко удовлетворить необходимые условия для DSW, и из-за этого о первом экспериментальном доказательстве принципа наблюдения DSW было сообщено только через 20 лет после первоначального предсказания.
Появилось большое количество теоретических работ, посвященных различным аспектам этого явления, см. Подробный обзор. В частности, изучалось распространение DSW на магнитных границах раздела в левовращающих материалах в электрооптических и хиральных материалах. Было предсказано резонансное пропускание из-за DSW в структурах с использованием призм, а также изучена и наблюдалась комбинация и взаимодействие между DSW и поверхностными плазмонами (плазмонами Дьяконова).

## Физические свойства
Простейшая конфигурация, рассмотренная в [5]. 1 состоит из границы раздела между изотропным материалом с диэлектрической проницаемостью ε и одноосным кристаллом с диэлектрической проницаемостью ε0 и εe для обыкновенной и необыкновенной волн соответственно. Ось кристалла C параллельна границе раздела. Для этой конфигурации DSW может распространяться вдоль границы раздела в определенных угловых интервалах относительно оси C при условии, что выполняется условие εe > ε > ε0 . Таким образом, DSW поддерживаются интерфейсами только с кристаллами с положительным двойным лучепреломлением ( εe > ε0 ). Угловой интервал определяется параметром
{\displaystyle \eta ={\frac {\epsilon _{e}}{\epsilon _{0}}}-1} .
Угловые интервалы для фазы DSW и групповой скорости ( Δθph и Δθgr ) различны. Интервал фазовых скоростей пропорционален η2 и даже для наиболее сильно двулучепреломляющих природных кристаллов очень узкий Δθph ≈ 1° (рутил) и Δθph ≈ 4° (каломель)..Однако физически более важный интервал групповой скорости существенно больше (пропорционален η ). Расчеты дают Δθgr ≈ 7° для рутила и Δθgr ≈ 20° для каломели.

## Перспективы
Широко распространенное экспериментальное исследование материальных систем DSW и развитие связанных с ними практических устройств в значительной степени ограничено строгими условиями анизотропии, необходимыми для успешного распространения DSW, особенно высокой степенью двойного лучепреломления по крайней мере одного из составляющих материалов и ограниченным количеством естественно доступных материалы, соответствующие этому требованию. Однако это скоро изменится в свете новых искусственно созданных метаматериалов и революционных методов синтеза материалов.
Чрезвычайная чувствительность DSW к анизотропии и, следовательно, к стрессу, наряду с их характеристиками с малыми потерями (дальность действия), делают их особенно привлекательными для обеспечения высокой чувствительности тактильного и ультразвукового зондирования для технологий высокоскоростного преобразования и считывания следующего поколения. . Более того, уникальная направленность DSW может использоваться для управления оптическими сигналами.